# Erping
Erping (kinesiska: 二坪, 二坪镇) är en köping i sydvästra Kina. Den ligger i stadsdistriktet Tongliang i storstadsområdet Chongqing, omkring 55 kilometer nordväst om det centrala stadsdistriktet Yuzhong. Antalet invånare är 7 806. Befolkningen består av 3 822 kvinnor och 3 984 män. Barn under 15 år utgör 16,0 %, vuxna 15-64 år 63 %, och äldre över 65 år 19,0 %.